# آریان چیوترین
آریان چیوترین (به روسی: Арыйан Иннокентьевич؛ زادهٔ ۲۳ نوامبر ۱۹۹۴) یک کشتی‌گیر آزادکار اهل کشور بلاروس است.
از افتخارات وی می‌توان به کسب مدال برنز قهرمانی کشتی جهان ۲۰۲۱ اشاره کرد.

## فعالیت حرفه‌ای

### قهرمانی کشتی جهان ۲۰۲۱
چیوترین در وزن ۵۷ کیلوگرم کشتی آزاد قهرمانی کشتی جهان ۲۰۲۱ اسلو شرکت کرد، او در مسابقه اول و دوم گوگا ژیگوآ از گرجستان و بخبایار اردنبات از مغولستان را مغلوب کرد اما در مسابقه بعد به علیرضا سرلک از ایران باخت و با توجه به حضور این کشتی‌گیر در فینال، به دیدار شانس مجدد رفت. او در مرحله شانس مجدد جوزپه ریا از اکوادور را شکست داد و به دیدار رده‌بندی رسید. وی در این دیدار سلیمان آتلی از ترکیه را شکست داد و مدال برنز را بدست آورد.